# 8766 Niger
8766 Niger este un asteroid din centura principală de asteroizi.

## Descriere
8766 Niger este un asteroid din centura principală de asteroizi. A fost descoperit pe 29 septembrie 1973 la Observatorul Palomar de Cornelis Johannes van Houten, Ingrid van Houten-Groeneveld și Tom Gehrels. Asteroidul prezintă o orbită caracterizată de o semiaxă mare de 3,06 ua, o excentricitate de 0,15 și o înclinație de 1,1° în raport cu ecliptica.